# Délégation générale (diplomatie)
Une délégation générale dans le langage diplomatique est un groupe de diplomates originaires d'un même pays ou d'une même organisation internationale qui sont envoyés dans un État ou auprès d'une autre organisation pour représenter leur pays ou leur organisation d'origine.
C'est l’échelon le plus bas de la représentation d’un pays à l’étranger. Elle se situe en dessous du consulat, lui-même en dessous de l’ambassade.

## Délégation générale en France
Il existe différentes délégation générale en France :
- Délégation générale de la Corée du Nord en France[2]
- Délégation générale du Québec à Paris[3]